# Torre forta de Santa Cristina
La torre forta de Santa Cristina és una casa fortificada de la Bisbal del Penedès declarada bé cultural d'interès nacional.

## Descripció
La casa fortificada té una forma quadrada i el seu estat és molt ruïnós. El material emprat en la seva edificació fou la pedra, bé en forma de grans pedres (la part baixa), bé en forma d'encofrat de tàpia (part alta).
La façana consta d'una obertura en un arc amb grans blocs de pedra com a dovelles. Cal destacar també les sis espitlleres que encara es poden veure perfectament i que denoten el seu possible ús com a refugi.
Al darrere de la casa fortificada s'hi troba la cova de Santa Cristina.

## Història
Segons el senyor Solé i Caralt la casa fortificada que hi ha al costat de l'ermita de Santa Cristina correspon a un Castrum (castell) del segle x. Situat en el mil·lenari camí de Vilafranca a Valls, al lloc més alt de la serra, servia de refugi als cristians en una zona que va ser nombroses vegades frontera cristiano-sarraïna durant el segle x.